# Kalunna
Kalunna o Kallatanaga fou rei de Sri Lanka del 109 aC al 104 aC. Era el tercer fill de Sadda Tissa i successor del seu germà gran Lajjatissa.
Va governar un sis anys en els quals va embellir el palau Lowa Maha Paya i construint fins a 32 edificis a l'entorn així com altres edificis religiosos menors.
Fou assassinat pel seu ministre Maharattaka a la capital del regne el 104 aC. Wattagaminiyabala, germà de Kalunna i quart fill de Sadda Tissa, va fer matar Maharattaka i es va proclamar rei com Walagambahu I.